# Patricia Kavanagh
Pour les articles homonymes, voir Kavanagh.
Patricia Olive « Pat » Kavanagh née le  31 janvier 1940  à Durban et morte le 20 octobre 2008 à Londres,  est une agente littéraire sud-africaine et britannique.

## Biographie

### Vie privée
Kavanagh naît le 31 janvier 1940 à Durban, en Afrique du Sud, d'un père journaliste avant et après son service comme pilote de chasse dans la SAAF pendant la Seconde Guerre mondiale.et d'une mère nommée Olive (née Le Roux), une inspectrice de santé publique pionnière. Kavanagh a une demi-sœur, Julie Kavanagh, qui  est critique de ballet et un  demi-frère, Michael O'Brien, qui  est un géologue vivant à Vancouver, en Colombie-Britannique, au Canada[réf. nécessaire].
Kavanagh est mariée à  l'écrivain Julian Barnes et qui est l'agent littéraire. Ils vivent dans le nord de Londres. Dans les années 1980, Kavanagh  quitte Barnes pour une relation avec Jeanette Winterson, auteur de Oranges Are Not the Only Fruit, mais est ensuite revenu au mariage. Winterson aurait utilisé cette relation comme base de son roman La Passion (1987) .
Elle meurt  d'une tumeur au cerveau le 20 octobre 2008 à Londres, à l'âge de 68 ans, et est enterrée du côté est du cimetière de Highgate ,.

### Parcours professionnel
Elle fréquente  l'Université du Cap, mais  poursuit son intérêt pour le métier d'actrice. Elle joue un rôle non crédité et non parlant dans Under Milk Wood de Dylan Thomas après son arrivée en Grande-Bretagne en 1964. Elle n'a pas été payée pour le rôle, mais, comme elle l'a rappelé plus tard, elle a «pu embrasser Richard Burton». Cet acte marque  la fin de sa carrière d'actrice . Travaillant pour J. Walter Thompson en tant que rédactrice, elle  répond à une annonce pour un poste d'agent littéraire et est  embauchée par «AD Peters, un agent légendaire qui lui montre les ficelles du métier», apprend  à négocier et lui confie la responsabilité de vendre les droits de sérialisation et de journal pour le premier groupe de clients de l'agence, dont Arthur Koestler, SJ Perelman, Rebecca West et Tom Wolfe .
Kavanagh  est devenue l'agent en 1985 de Martin Amis, qui l'a quittée après 23 ans pour «se lier» avec l'agent américain Andrew Wylie, dans le cadre d'un effort pour obtenir une avance importante pour son propre roman The Information. 
En 2001, son employeur, désormais connu sous le nom de Peters, Fraser & Dunlop, a été racheté par CSS Stellar, une société spécialisée dans le marketing sportif. Kavanagh était l'un des nombreux anciens employés qui ont quitté l'entreprise en septembre 2007 pour former United Agents. Ses clients sont partis la rejoindre dans le nouveau cabinet.

## Note et références